# Ferdinand Beyer
Ferdinand Beyer (Querfurt, 25 luglio 1803 – Magonza, 14 maggio 1863) è stato un pianista e compositore tedesco.

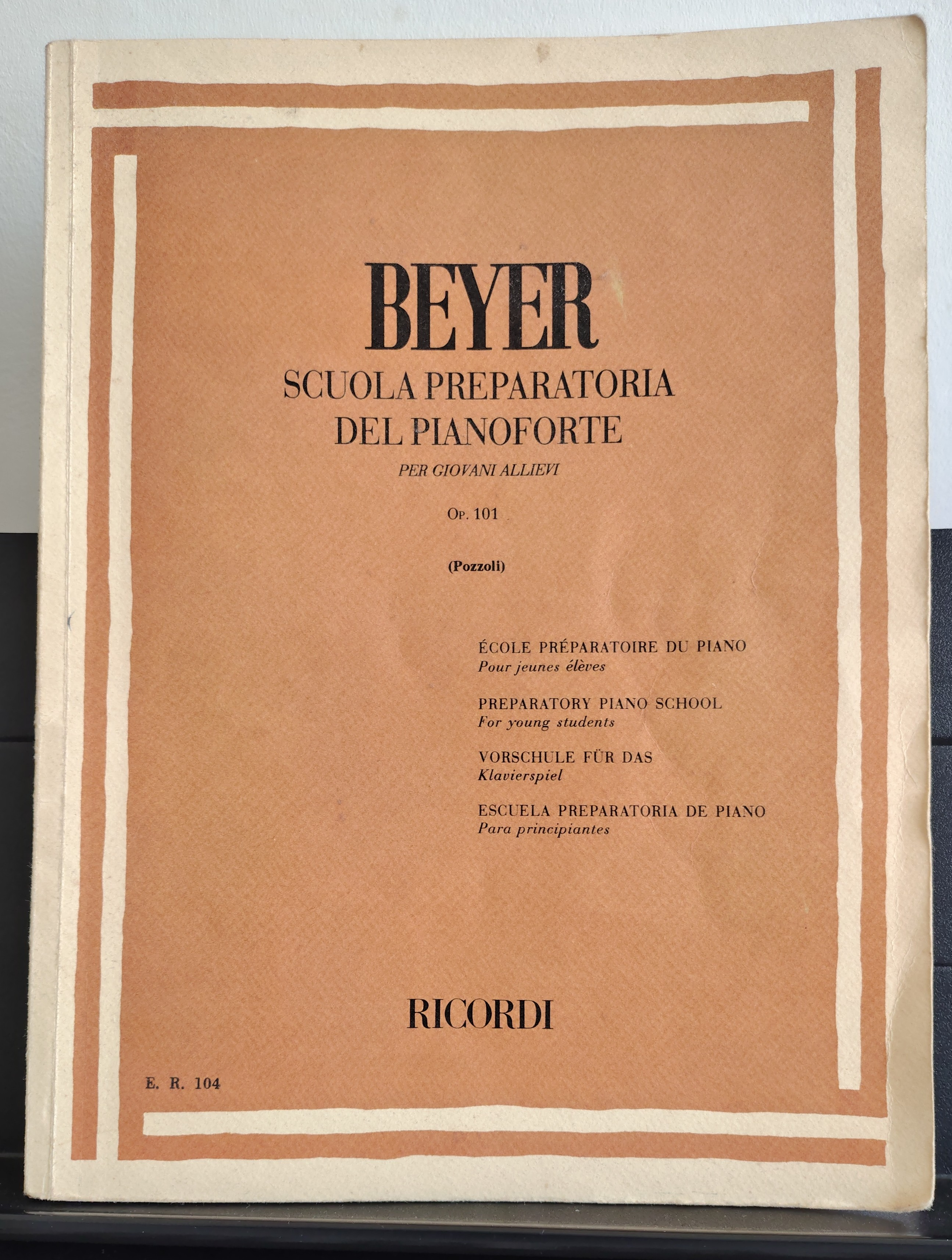
Beyer, Scuola preparatoria del pianoforte, Op. 101. edizione italiana Ricordi

Ben noto ai suoi tempi per i suoi arrangiamenti per pianoforte di opere orchestrali e motivi popolari, ora è principalmente conosciuto per il metodo Scuola preparatoria del pianoforte, Op. 101. Si tratta di una raccolta di 106 semplici esercizi per pianoforte, di graduale complessità, destinati al primo insegnamento. Questo testo è tuttora uno dei riferimenti della didattica di tale strumento.